# 프리머
프리머(Primer)는 미국에서 제작된 쉐인 카루스 감독의 2004년 SF, 드라마, 스릴러 영화이다. 쉐인 카루스 등이 주연으로 출연하였고 쉐인 카루스 등이 제작에 참여하였다.

## 출연

### 주연
- 쉐인 카루스
- 데이비드 설리반

### 조연
- 케이시 구든
- 아낸드 업대드히야야